# Source Code Control System
Source Code Control System, SCCS, var det första kontrollsystemet för källkod. Det utvecklades 1972 på Bell Labs av Marc J. Rochkind för att användas på en IBM System/370-dator med operativsystemet OS/MVT. SCCS flyttades senare till en PDP-11 i UNIX-miljö. 